# Mozambiquegnoe
De Mozambiquegnoe (Connochaetes taurinus johnstoni) is een ondersoort van de blauwe gnoe, die voorkomt in Oost-Afrika. Het leefgebied ligt ten noorden van de Zambezi in Mozambique tot aan oost-centraal Tanzania. De soort is uitgestorven in Malawi. De Mozambiquegnoe heeft een zwarte baard.